# José Nadson Ferreira
José Nadson Ferreira (n. 18 octombrie 1984, Ubaitaba, Bahia, Brazilia), cunoscut mai mult ca Nadson, este un fotbalist brazilian, care în prezent joacă ca fundaș la echipa rusă Krîlia Sovetov Samara în Prima Ligă Rusă.

## Palmares
Sheriff Tiraspol
- Divizia Națională (2): 2006–07, 2007–08
- Cupa Moldovei (1): 2007–08
- Supercupa Moldovei (1): 2007
- Cupa CSI (1): 2009

Genk
- Prima Ligă Belgiană (1): 2010–11
- Cupa Belgiei (1): 2012–13